# Girst
Girst är en ort i Luxemburg.   Den ligger i distriktet Grevenmacher, i den östra delen av landet, 30 kilometer nordost om huvudstaden Luxemburg. Girst ligger 289 meter över havet och antalet invånare är 113.
Terrängen runt Girst är kuperad österut, men västerut är den platt. Terrängen runt Girst sluttar söderut.  Närmaste större samhälle är Echternach, 7,0 kilometer nordväst om Girst. 
Omgivningarna runt Girst är en mosaik av jordbruksmark och naturlig växtlighet. Runt Girst är det tätbefolkat, med 550 invånare per kvadratkilometer.